# Fort Albany

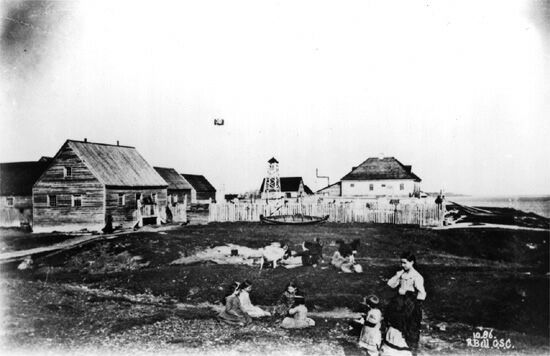
Fort Albany, som det såg ut 1886 då det fortfarande var en av Hudson Bay Companys handelsstationer.

Fort Albany var ett befäst handelsfaktori vid James Bay. Det anlades någon gång innan 1682 av Hudson Bay Company, som ett av deras första faktorier. Det togs av fransmännen 1686 och döptes om till Fort Sainte-Anne. Ett försök att återta faktoriet misslyckades 1687, men ett nytt försök 1693 var framgångsrikt. Fort Albany var mellan 1697 och 1713 den enda handelsstationen vid Hudson Bay som förblev under engelsk kontroll. Den fortsatte sedan som en betydande handelsstation för pälshandeln.
Fort Albany var det mest välbefästa av Hudson Bay Companys faktorier, med 43 kanoner, timrade fältverk och fyra kanonbastioner.